# Estación de Gallur
Gallur es un apeadero ferroviario situado en el municipio español de Gallur en la provincia de Zaragoza, comunidad autónoma de Aragón. Dispone de servicios de Media Distancia operados por Renfe. Desde 1915 hasta 1970 fue una estación de intercambio a la línea que llegaba hasta Sádaba

## Situación ferroviaria
La estación se encuentra en el punto kilométrico 45,4 de la línea férrea que une Casetas en Zaragoza con Bilbao a 259 metros de altitud.

## Historia
La estación fue inaugurada el 18 de septiembre de 1861 con la apertura del tramo Tudela-Casetas de la línea férrea que pretendía unir Zaragoza con Navarra por parte de la Compañía del Ferrocarril de Zaragoza a Pamplona. Esta última no tardaría en unirse con la compañía del ferrocarril de Zaragoza a Barcelona, dando lugar a la Compañía de los Ferrocarriles de Zaragoza a Pamplona y Barcelona. El 1 de abril de 1878 su mala situación económica la forzó a aceptar una fusión con Norte.
El 30 de marzo de 1915 Se inauguró un primer tramo de la línea métrica de Ferrocarril de Sádaba a Gallur hasta Ejea de los Caballeros, convirtiéndola en una estación de intercambio de ancho. Durante la Guerra Civil, la estación fue objeto de un bombardeo republicano, que causó la muerte del factor de la estación. En 1941, la nacionalización del ferrocarril en España supuso la integración de Norte en la recién creada RENFE. El 8 de julio de 1970 la línea Gallur-Sádaba fue clausurada.
Desde el 31 de diciembre de 2004 Renfe explota la línea mientras que Adif es la titular de las instalaciones ferroviarias.
Desde el 1 de enero de 2020 la estación cesó en la venta de billetes en ventanilla. No obstante, se pueden adquirir los billetes en las máquinas de autoventa de la propia estación.

## La estación
Está situada a las afueras de la localidad, entre Luceni y Cortes de Navarra. Como únicas infraestructuras reseñables dispone del edificio de la estación y los dos andenes. Las demás vías para carga, almacenes, etc han desaparecido. Queda el silo, que ya no es utilizado.
La estación original fue derribada y vuelta a construir en los años 80. Está adaptada a personas con discapacidad. Posee un aparcamiento de 11 plazas, estando una de ellas reservada para personas con movilidad reducida.
El horario de la estación es de 6.10h a 22.30h.

## Servicios ferroviarios

### Media Distancia
El tráfico de Media Distancia con parada en la estación tiene como principales destinos Zaragoza, Castejón, Logroño, Pamplona y Miranda de Ebro.
| Línea MD | Trenes | Origen/Destino      |  | Destino/Origen                   |
| -------- | ------ | ------------------- |  | -------------------------------- |
| 22       | RE     | Zaragoza-Miraflores |  | Logroño                          |
| 26       | RE     | Zaragoza-Miraflores |  | Pamplona Vitoria Miranda de Ebro |